# 三硫代硼酸三苯酯
三硫代硼酸三苯酯是一种有机化合物，化学式为C18H15BS3。它可以苯硫酚和三氯化硼为原料反应制得。它和环戊烯-3-酮反应，可以得到1,3-二苯硫基环戊烯。它和HNi(dmpe)2反应，可以得到三乙胺苯硫基硼烷。